# Návsí
Návsí (en polonais : Nawsie ; en allemand : Nawsi) est une commune du district de Frýdek-Místek, dans la région de Moravie-Silésie, en République tchèque. Sa population s'élevait à 3 841 habitants en 2024.

## Géographie
Návsí se trouve immédiatement au nord de Jablunkov et fait partie de son agglomération, à 31 km à l'est-sud-est de Frýdek-Místek, à 45 km au sud-ouest d'Ostrava et à 315 km à l'est-sud-est de Prague.

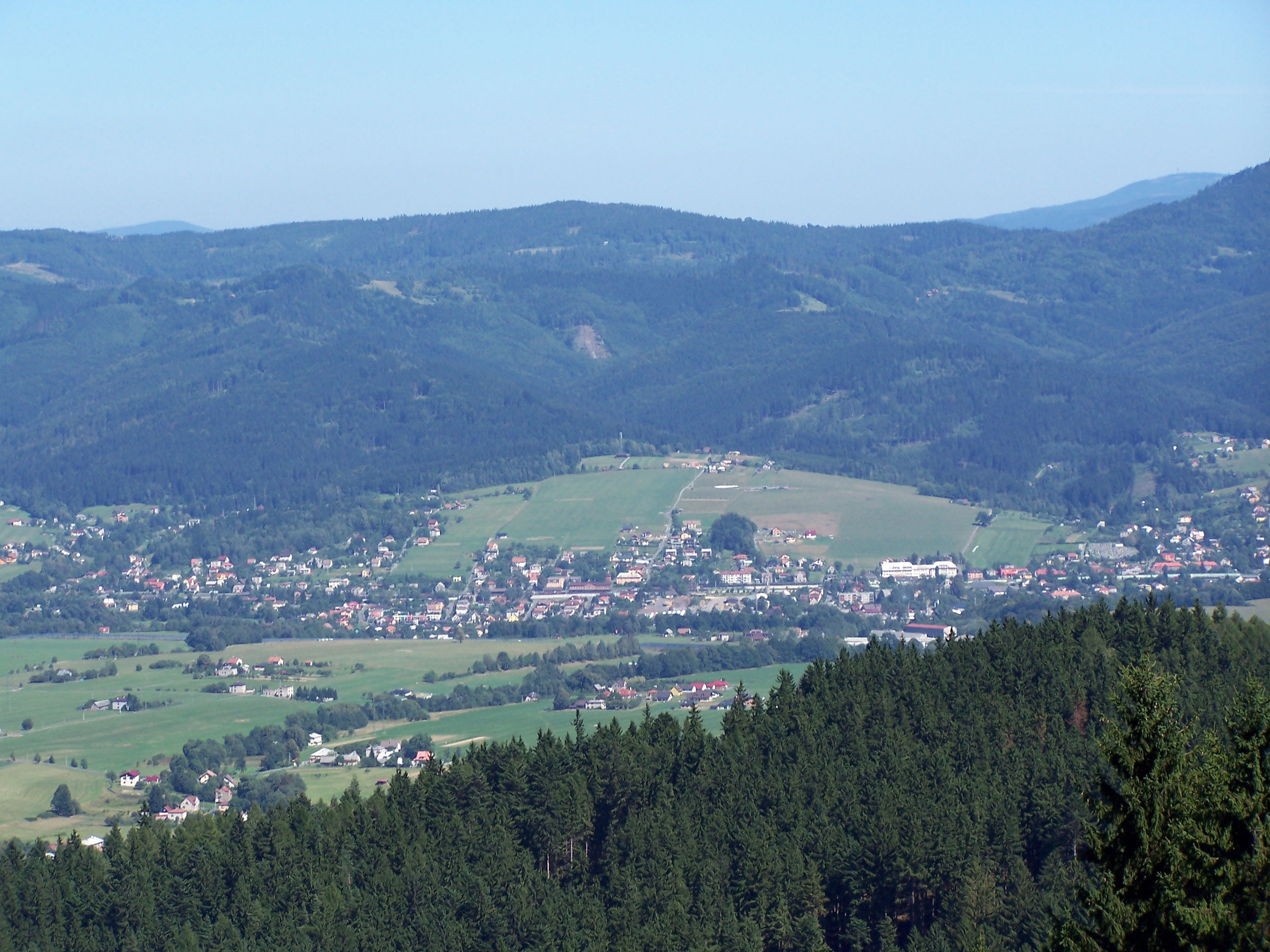
Panorama de Návsí.

La commune est limitée par Hrádek et Nýdek au nord, par la Pologne à l'est, par Písek, Jablunkov, Bocanovice et Dolní Lomná au sud, et par Milíkov à l'ouest.

## Histoire
La première mention écrite de la localité date de 1435.

## Patrimoine

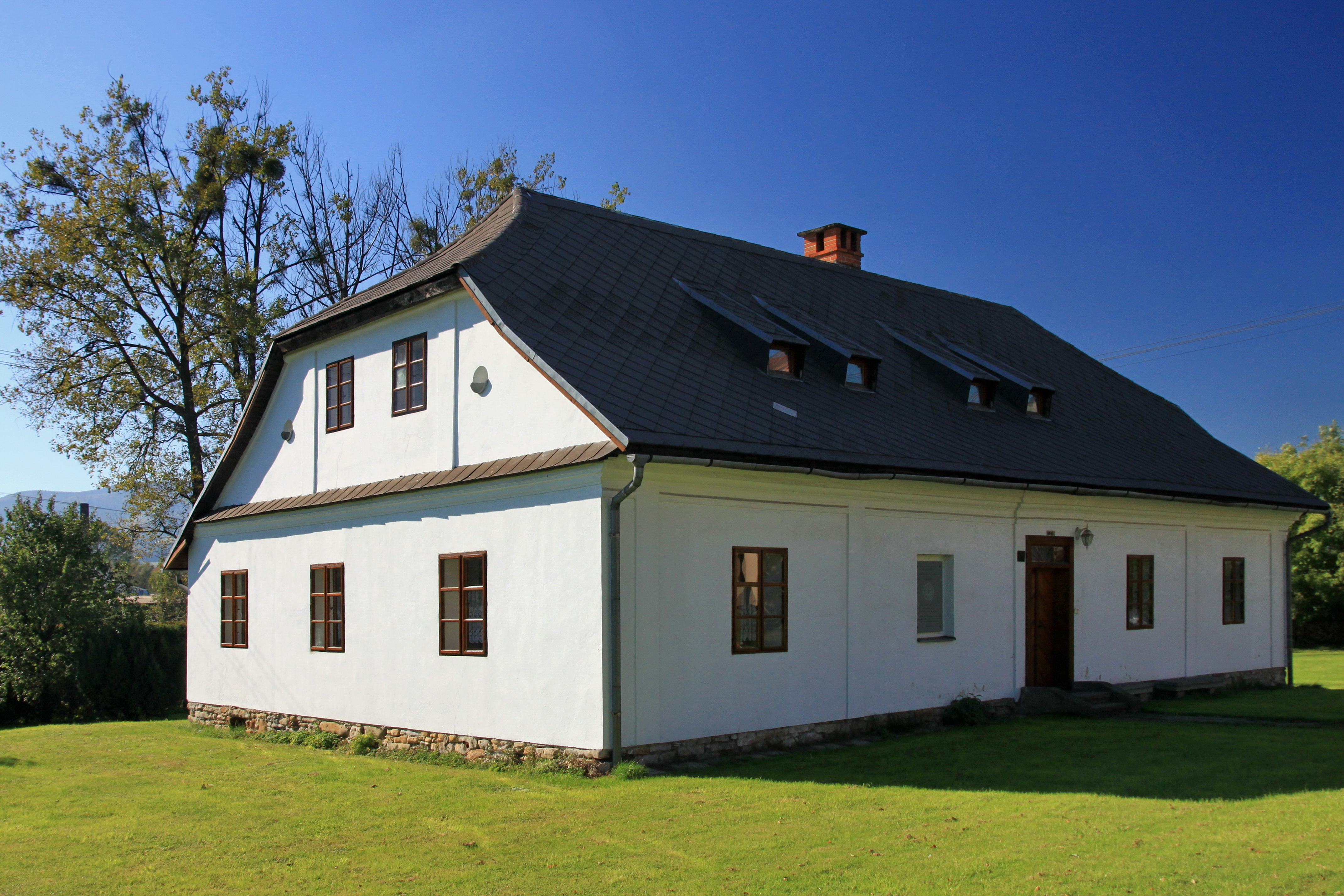
Ancienne école évangélique.
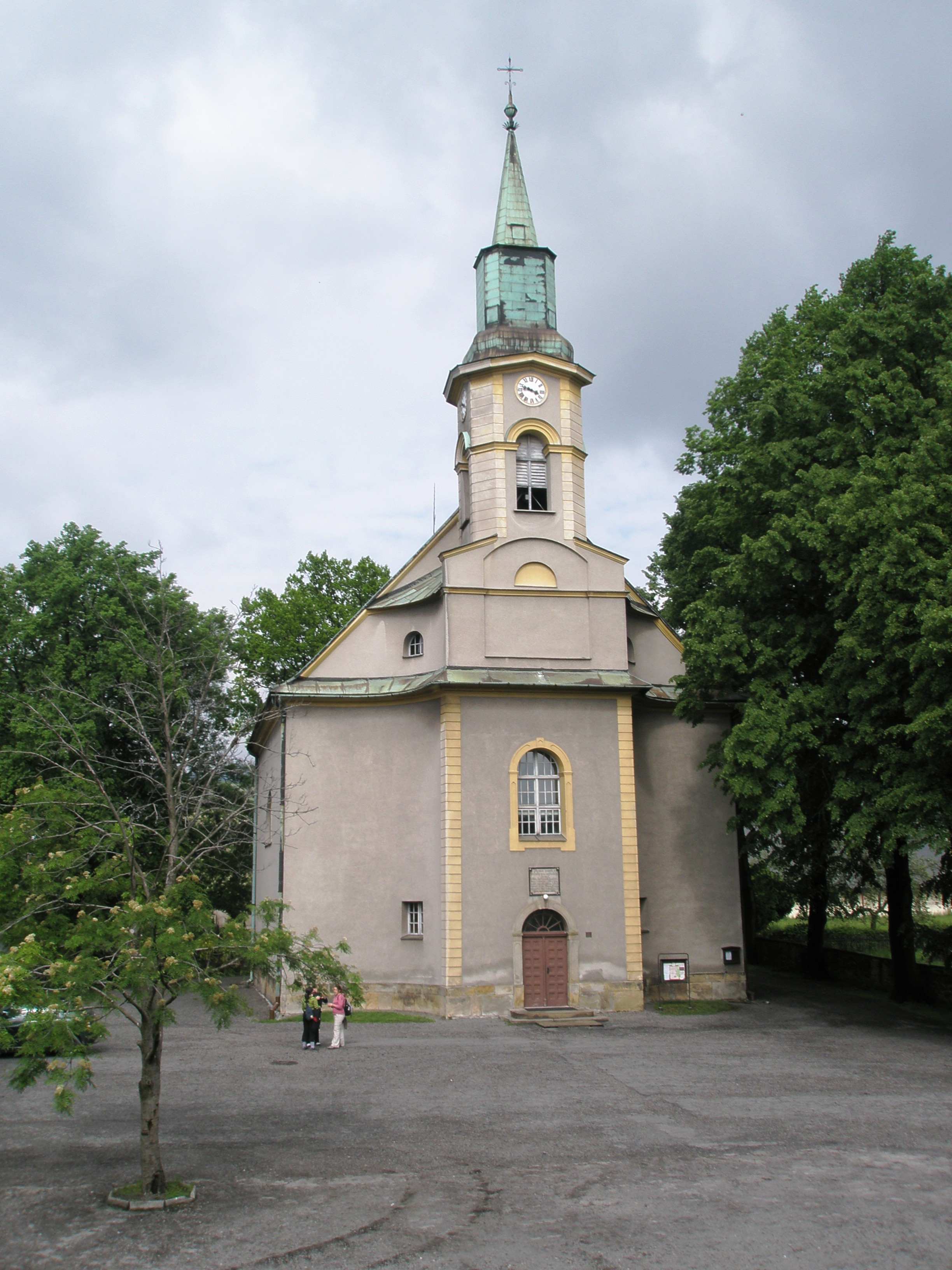
Église évangélique.

## Transports
Par la route, Návsí se trouve à 2 km de Jablunkov, à 37 km de Frýdek-Místek, à 58 km d'Ostrava et à 388 km de Prague.